# Briarres-sur-Essonne

Briarres-sur-Essonne este o comună în departamentul Loiret din centrul Franței. În 1 ianuarie 2022 avea o populație de 526 de locuitori.